# Gypona tesea
Gypona tesea är en insektsart som beskrevs av Delong och Freytag 1964. Gypona tesea ingår i släktet Gypona och familjen dvärgstritar. Inga underarter finns listade i Catalogue of Life.